# 1942 (відеогра)
1942 — аркадна відеогра у жанрі shoot 'em up, розроблена і видана Capcom у 1984 році. Це була перша гра в серії ігор 19XX, яку потім продовжила 1943: The Battle of Midway. Пізніше гра була перевидана також для NES (розроблена Micronics в 1985).
Мартін Бедард із Канади, 19 листопада 2006 року, встановив рекорд у грі в 13,363,960 очок.

## Ігровий процес

Знімок екрану гри для версії Famicom

Гравець керує винищувачем (схожим на Lockheed P-38 Lightning) під назвою «Супер ас» (англ. Super Ace) і виступає на боці американської авіації під час війни на Тихому океані. Гравець має досягти Токіо й знищити усю японську авіацію. Для знищення ворогів можна використовувати бортовий кулемет, а також ухилятися від ворожого вогню, виконуючи мертву петлю. Гравець може збирати різні бонуси, яких в грі є шість:
- Гравець отримує два кулемети;
- Знищує всю ворожу авіацію на екрані;
- З кожного боку «Супер аса» з'являється союзник;
- Має змогу виконати додаткову мертву петлю;
- Гравець отримує додаткові очки;
- Гравець отримує додаткове життя;

На заваді гравцеві будуть літаки Ki-61, Mitsubishi A6M Zero та Ki-48. Головним босом гри виступає Nakajima G8N.